# Kesh (sikhism)

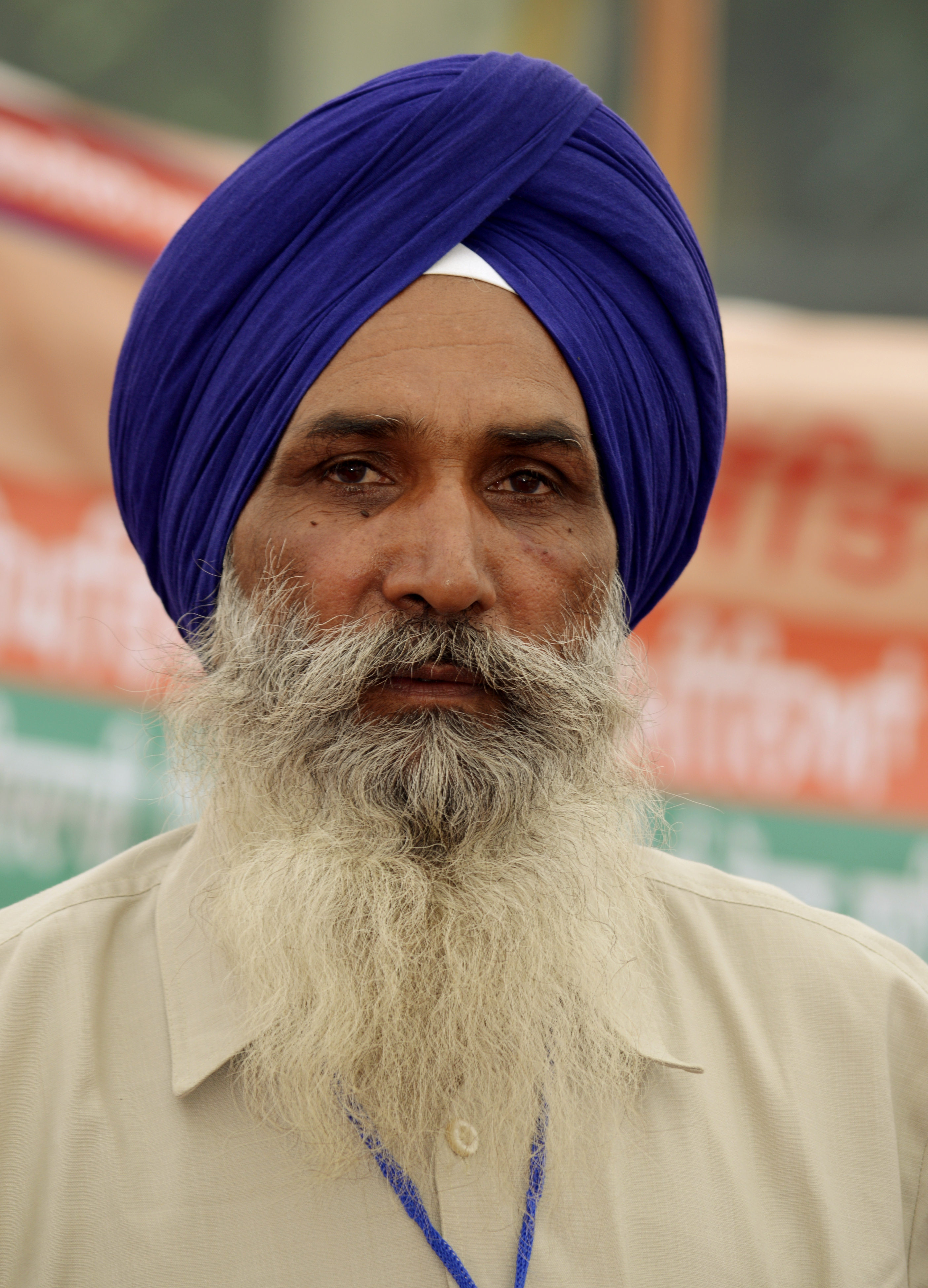
Exempel på man med skägg och turban.

Kesh är bruket att ha vårdat men oklippt hår som täcks av huvudduk (keski/turban), samt skägg. Detta symboliserar andlighet. Kesh är påbjudet inom sikhism som ett av "de fem K:na".